# Ipsonas
Ipsonas (em grego:  Ύψωνας) é uma cidade localizada no distrito de Limassol, Chipre. De acordo com o censo de 2011, sua população era de 6 435 habitantes. Atualmente está sob controle do Chipre do Norte. 